# Brauner Bach
Der Braune Bach ist ein knapp drei Kilometer langer Bach der Ellwanger Berge im Landkreis Schwäbisch Hall im nordöstlichen Baden-Württemberg, der überwiegend im Gemeindegebiet von Bühlerzell läuft und kurz vor der Avenmühle der Gemeinde Bühlertann mit dem von rechts kommenden Sauerbach zum linken Oberlaufast des Avenbachs zusammenfließt.

## Geographie

### Verlauf
Der Braune Bach entsteht in der nordöstlichen Flurbucht der Rodungsinsel um Kammerstatt etwa 0,8 km vom Weiler entfernt am Rand des Waldes auf dem Sauerberg zum Flurgewann Schälbühl auf etwa 490 m ü. NHN. Der Bach läuft zunächst westlich durch eine weite, sich nur langsam eintiefende Mulde, meist in der Flur nahe zum Waldrand im Norden. Nachdem er sich vom Wald etwas gelöst hat, setzt eine Baumgalerie um ihn ein. Er gräbt sich nun eine Klinge, in der sich ausweitender Wald ihn begleitet. Er wendet sich leicht auf Westnordwestlauf und passiert ein kleines Wasserwerk. Von links und dann von rechts aus dem Rappensturz laufen ihm kleine Klingenrisse zu, nach dem letzten setzt rechts unter dem ersten Haus des Weilers Holenstein am Hang offene Talflur ein. Er passiert einen am rechten Ufer liegenden kleinen Fischteich und tritt dann ins Weichbild Holensteins ein, wo ihm an der Kapelle sein einziger bedeutender Zufluss Reutebach vom Frühmessholz herunter von links zumündet.
Der Ort verlässt er im Lauf neben der nach Bühlertann-Kottspiel führenden K 2626. Vor dem rechts nun abfallenden Sporn des Ulrichsbergs wechselt er die Straßenseite, passiert einen Weiher, tritt dort für seine letzten hundert Meter aufs Gebiet der Gemeinde Bühlertann über und fließt dann, zuletzt wieder in westlicher Richtung, auf etwa 396 m ü. NHN mit dem aus dem Sauerbachwald im Nordosten kommenden Sauerbach zum linken namentlichen Oberlaufast des Avenbachs zusammen. Der rechte Oberlaufast des Avenbachs entwässert etwas weiter aufwärts einen See, der auch schon vom Sauerbach gespeist wird. Die Vorfluter-Äste fließen weniger als 200 Meter weiter an der Avenmühle zusammen.
Der Braune Bach endet nach einem 2,9 km langen Lauf etwa 94 Höhenmeter unterhalb seines Ursprungs, sein mittleres Sohlgefälle liegt mithin bei etwa 32 ‰.

### Einzugsgebiet
Der Braune Bach entwässert ein Gebiet von etwa 2,2 km² Größe, das im Nordwesten des Unter-Naturraums Ellwanger Berge der Schwäbisch-Fränkischen Waldberg liegt.
Hier stehen Gesteine des Mittelkeupers an, vom Stubensandstein (Löwenstein-Formation) bis hinunter zum Gipskeuper (Grabfeld-Formation). Der Bach entspringt im Übergangsbereich zwischen dem Stubensandstein zu den unterlagernden Oberen Bunten Mergel (Mainhardt-Formation), einer tonhaltigen Stauschicht, aus der er bald in den Kieselsandstein (Hassberge-Formation) überwechselt. Diesem folgen nahe dem Wasserwerk in seiner kleinen Waldschlucht die etwas breitere Zone der Unteren Bunten Mergel (Steigerwald-Formation), worauf er ab etwa dem Ortsanfang von Holenstein auf Schilfsandstein (Stuttgart-Formation) läuft. Erst kurz vor der Mündung in der Aue des Sauerbachs/Avenbachs erreicht er nach diesem den Gipskeuper.
Die größte Höhe von fast 505 m ü. NHN erreicht das Gelände an der Ostspitze im Wald auf dem Sauerberg. Von dort zieht die rechte und nördliche Wasserscheide westwärts über den Sporn Ulrichsberg zur Mündung, jenseits entwässern anfangs dessen linker Zufluss Sauerbergbach und dann der Sauerbach selbst die andere Kammseite. Am Sauerberg gibt es einen kurzen Grenzabschnitt zur Wolfsklinge, die etwa in Gegenrichtung zur Blinden Rot im Osten läuft. Die linke Wasserscheide folgt vom Straßenknick im südlichen Sauerberg zunächst der Kammstraßenachse nach Kammerstatt (L 2628) und noch ein Stück weiter in Richtung Bühlerzell (L 2627); außerhalb konkurriert hier der Gruppenbach zur oberen Bühler. Von Kamm und Straße knickt die linke Einzugsgebietsgrenze dann ungefähr oberhalb der Reutebach-Quellen nach Nordwesten ab und zieht über den Anzenbach in Richtung des Zusammenflusses mit dem Sauerbach; auf diesem Abschnitt konkurriert außerhalb der einzige nennenswerte untere Zufluss Sperberklingenbach des ebenfalls zur Bühler laufenden Avenbachs.
Im Gebiet gibt es etwas mehr offene Flur als Wald. Einziger Ort am Ufer ist Holenstein am Mittellauf. Ein kleiner Teil von Kammerstatt liegt ebenfalls diesseits der Wasserscheide im Süden. Beide Weiler gehören zur Gemeinde Bühlerzell, ebenso fast die gesamte Fläche, ausgenommen nur einen mündungsnahen Streifen im Westen auf Bühlertanner Gemarkung.

### Zuflüsse und Seen
Liste der Zuflüsse und  Seen von der Quelle zur Mündung. Gewässerlänge, Seefläche, Einzugsgebiet und Höhe nach den entsprechenden Layern auf der Onlinekarte der LUBW. Andere Quellen für die Angaben sind vermerkt.
Ursprung des Braunen Bachs auf etwa 490 m ü. NHN etwa 0,8 km nordöstlich des Bühlerzeller Weilers Kammerstatt am Südrand des Walds auf dem Sauerberg zur offenen Flur des Schälbühls. Der Bach fließt in langsam sich eintiefender Mulde meist in der Wiese zunächst etwa westlich.
- (Waldklingenbach), von links und Süden auf etwa 444 m ü. NHN nahe dem Wasserwerk im Wald östlich von Holenstein, ca. 0,1 km[LUBW 5] und ca. 0,1 km². Entsteht auf etwa 460 m ü. NHN nahe dem Talwaldrand zum Flurgewann Gieß.
Hiernach fließt der Braune Bach nun westnordwestlich.
- (Bach aus dem Rappensturz), von rechts und Nordosten auf 435,6 m ü. NHN[LUBW 6] am Talwaldaustritt, ca. 0,3 km[LUBW 5] und ca. 0,1 km². Entsteht auf etwa 465 m ü. NHN am Beginn seiner gehölzbewachsenen Nebenklinge.
- Speist auf über 430 m ü. NHN einen Fischteich rechts am Lauf etwa 0,1 km vor dem ersten Haus Holensteins, unter 0,1 ha.
- Reutebach, von links und Südsüdosten auf etwa 423 m ü. NHN in Holenstein am Wegestern nahe der Kapelle, 0,8 km und ca. 0,4 km². Entspringt auf etwa 480 m ü. NHN etwa 0,8 km westlich von Kammerstatt in einer als Waldeck in die Flur vorspringenden Quellmulde.
  - (Anderer Quellarm des Reutenbachs), von rechts und Südosten auf etwa 465 m ü. NHN vor Beginn der Steilklingenabschnitts im Wald, ca. 0,2 km[LUBW 5] und unter 0,1 km². Entsteht auf etwa 480 m ü. NHN ungefähr 0,3 km nordwestlich des kleinen Steintempels an der K 2627 Kammerstatt–Bühlerzell im Waldrand. Ungefähr genauso lang und einzugsgebietsreich wie der andere Namensquellast.
  - (Muldenrinne am Burgstall Holenstein), von links und Süden auf etwa 433 m ü. NHN etwa 0,1 km vor dem ersten Anwesen von Holenstein, ca. 0,1 km[LUBW 5] und unter 0,1 km². Entsteht unbeständig auf unter 460 m ü. NHN im Frühmessholz. Im Mündungswinkel liegt der Burgstall Holenstein, die abgegangene Burg nutzte den niedrigen Mündungssporn als Hügel.

Zusammenfluss des Braunen Bachs von links und zuletzt Osten auf etwa 396 m ü. NHN neben der K 2626 weniger als 200 Meter vor der Avenmühle mit dem von rechts kommenden Sauerbach zum linken Oberlaufast des Avenbachs. Der Braune Bach ist 2,9 km lang und hat ein Einzugsgebiet von ca. 2,2 km².

## Natur und Schutzgebiet
Der Braune Bach fließt ab dem Einsetzen seiner Begleitgalerie naturnah bis an die Ortsgrenze von Holenstein. Nach dem Weiler säumen wieder Bäume seinen leicht mäandrierenden Lauf bis zum Wechsel der Straßenseite wenig vor der Mündung.
Das östliche Drittel des Einzugsgebietes ist Wasserschutzgebiet.

### LUBW
Amtliche Online-Gewässerkarte mit passendem Ausschnitt und den hier benutzten Layern: Lauf und Einzugsgebiet des Braunen Bachs

Allgemeiner Einstieg ohne Voreinstellungen und Layer: Daten- und Kartendienst der Landesanstalt für Umwelt Baden-Württemberg (LUBW) (Hinweise)
1. 1 2 3  Höhe nach dem Höhenlinienbild auf dem Hintergrundlayer Topographische Karte.
2. 1 2  Länge nach dem Layer Gewässernetz (AWGN).
3. 1 2  Einzugsgebiet abgemessen auf dem Hintergrundlayer Topographische Karte.
4. ↑  Seefläche nach dem Layer Stehende Gewässer.
5. 1 2 3 4  Länge abgemessen auf dem Hintergrundlayer Topographische Karte.
6. ↑  Höhe nach schwarzer Beschriftung auf dem Hintergrundlayer Topographische Karte.
7. ↑  Wasserschutzgebiet nach dem gleichnamigen Layer.

### Andere Belege
1. ↑  Wolf Dieter Sick: Geographische Landesaufnahme: Die naturräumlichen Einheiten auf Blatt 162 Rothenburg o. d. Tauber. Bundesanstalt für Landeskunde, Bad Godesberg 1962. → Online-Karte (PDF; 4,7 MB)
2. ↑  Geologie nach der unter → Literatur aufgeführten geologischen Karte. Einen gröberen Überblick verschafft auch: Mapserver des Landesamtes für Geologie, Rohstoffe und Bergbau (LGRB) (Hinweise)